# Московская государственная консерватория имени П. И. Чайковского
Московская государственная консерватория имени Петра Ильича Чайковского — высшее музыкальное учебное заведение в Москве, один из ведущих музыкальных вузов России и мира.

## Исторический очерк

### Предыстория
В 1766 году будущий участок консерватории купила княгиня Екатерина Романовна Дашкова (1743—1810), впоследствии в 1783 г. — президент Академии наук и Российской академии. Строительство дома было окончено в 1790-е годы. Его автором был В. И. Баженов, проект которого корректировала сама хозяйка. В конце жизни она проводила здесь зимы.
В 1810 году здание унаследовал племянник, граф и генерал-губернатор Михаил Семёнович Воронцов, будущий герой войны, участник Бородинского сражения, затем губернатор Новороссии и Бессарабии, наместник Крыма и Кавказа. Он сдавал дом в аренду. В 1812 году дом горел, восстановлен к 1824 году.

### Учреждение консерватории
Мысль об учреждении консерватории в Москве впервые высказал в 1819 году Фридрих Шольц, капельмейстер Большого театра, но идея не нашла поддержки. Спустя 11 лет, в 1830 году, ему удалось получить разрешение открыть у себя на дому «бесплатное преподавание генерал-баса и композиции».
Значительно позже, в 1860 году, Н. Г. Рубинштейн, совместно с В. А. Кологривовым, организовал в Москве музыкальные классы Московского отделения Императорского русского музыкального общества. Соучредителем Рубинштейна был князь Николай Петрович Трубецкой, председатель московского отделения Русского музыкального общества (1863—1876). Первоначально занятия музыкальных классов проходили на квартире Н. Г. Рубинштейна (жившего на Садовой улице, в доме Волоцкого). Прежде всего были организованы занятия по хоровому пению (К. К. Альбрехт) и элементарной теории музыки (Э. Л. Лангер, затем — Н. Г. Рубинштейн и Н. Д. Кашкин); с осени 1863 года, когда большинство классов переехало по новому адресу местожительства Н. Г. Рубинштейна (Мясной переулок, дом Буркина), стали преподаваться сольное пение (Б. О. Вальзек и А. Р. Осберг) и игра на различных инструментах: скрипка (К. А. Кламрот и В. В. Безекирский), фортепиано (Н. Г. Рубинштейн, Э. Л. Лангер и Н. Д. Кашкин), виолончель (К. Ф. Эзеф), флейта (Ф. Ф. Бюхнер), труба (Ф. Б. Рихтер). В 1864 году численность учеников превысила двести человек, и РМО арендовало дом Воейковой на Моховой улице, где разместилась и квартира Рубинштейна. В 1866 году появились преподаватели Л. Ф. Минкус (скрипка), Ю. Венявский и А. Доор (фортепиано), П. И. Чайковский (элементарная теория музыки).
В 1862 году была создана консерватория в Санкт-Петербурге, и возникла потребность в высшем музыкальном учебном заведении в Москве. Уже в отчёте Русского музыкального общества за 1863/1864 год упоминался концерт, организованный «в пользу имеющей открыться в Москве консерватории».
Консерватория в Москве была основана в 1866 году, торжественное открытие состоялось 1 сентября. Главным инициатором создания консерватории был Н. Г. Рубинштейн, соучредителем — князь Николай Петрович Трубецкой.

### Консерватория
Высочайшее соизволение на открытие московской консерватории, по ходатайству августейшей покровительницы Общества, великой княгини Елены Павловны, последовало 24 декабря 1865 года. Директором её 6 февраля 1866 года был утверждён пианист Н. Г. Рубинштейн. Инспектором консерватории был назначен К. К. Альбрехт. Ко дню открытия консерватории был арендован дом на углу Воздвиженки и проезда Арбатских ворот, в доме баронессы Черкасовой. В 1868—1873 годах здесь работал композитор и пианист Чайковский. Дом не сохранился, в 1941 году во время воздушного налёта на Москву это здание было разрушено бомбой. В 1871 году Московская консерватория арендовала дом Дашковой, а в 1878 году купила его за 185 тысяч рублей.
Финансирование консерватории осуществлялось за счёт доходов Русского музыкального общества от концертной деятельности, а также городских и правительственных субсидий, пожертвований частных лиц и платы за обучение. Курс обучения в консерватории до 1879 года занимал шесть лет, затем был увеличен до девяти лет. Он охватывал как музыкальные классы (инструментальные, вокальный, оркестровый, хоровой, оперный, теоретические), так и общеобразовательные дисциплины. До 1917 года обучение было платным.
В первые годы существования консерватории уровень требований для поступающих в неё был по необходимости очень низкий, только учившиеся раньше в классах музыкального Общества имели некоторую теоретическую подготовку, все остальные должны были начинать теорию музыки с элементарного курса, в который зачислялись все поступающие в консерватории без различия степени их подготовки по игре на каком-либо инструменте, главным образом, конечно, на фортепиано. В первом 1866/1867 учебном году в профессорских (старших) классах было 38 учеников на фортепиано; в младших классах (классах адъюнктов) было 43. В мае 1867 года состоялись общие экзамены, на основании которых учащиеся были распределены по курсам.
В первые годы деятельности в консерватории преподавали профессора: фортепиано — Н. Г. Рубинштейн, Ю. Веневский, К. Ф. Вильшау (адъюнкт), А Доор, К. Э. Вебер (адъюнкт), А. И. Дюбюк, А. К. Зандер (адъюнкт), К. Клиндворт (с 1868), Н. Д. Кашкин, Э. Л. Лангер (адъюнкт), Л. Ф. Лангер (с 1869), Н. С. Зверев (занятия в младших фортепианных классах с 1870); сольное пение — А. Д. Александрова-Кочетова, Б. О. Вальзек, В. Н. Кашперов, А. Р. Осберг, Дж. Гальвани (с 1869); скрипка — Ф. Лауб, Л. Ф. Минкус, И. В. Гржимали (с 1869 — адъюнкт, с 1874 — профессор), Г. Шрадик (адъюнкт); виолончель — Б. Косман, В. Фитценхаген (с 1870); контрабас — Г. Ф. Шпекин; флейта — Ф. Ф. Бюхнер; гобой — Э. Ф. Медер; кларнет — В. Гут; валторна — М. Бартольд, труба — Ф. Б. Рихтер, фагот — К. Ф. Эзер; история и теория церковного пения в России — Д. В. Разумовский; музыкально-теоретические предметы — К. К. Альбрехт, Н. А. Губерт, Н. Д. Кашкин, Э. Л. Лангер, Г. А. Ларош, А. С. Размадзе; элементарная теория музыки и гармония — П. И. Чайковский (с 1870 — инструментовка и свободное сочинение).
В 1899 году был приглашён итальянский певец, композитор и педагог У. А. Мазетти, который поднял сольное пение на высочайший уровень, творчески объединив всё лучшее итальянской и русской школы.
Арендованное для консерватории здание очень скоро, из-за постоянно возраставшего количества учащихся, стало недостаточным, и летом 1877 года дом князя М. С. Воронцова на Никитской улице был окончательно приобретён в собственность Московского отделения Русского музыкального общества. Это здание в течение пятнадцати лет удовлетворяло учебные потребности консерватории, но к концу этого периода снова стало тесно, поскольку число учащихся значительно возросло (в 1868—1869 учебном году было 184 учащихся, а в 1893—1894 году — уже 430). Кроме того, стала ощущаться потребность в собственном концертном зале. Однако старое здание было заложено в Московском городском кредитном обществе, и был рассмотрен целый ряд предложений относительно покупки под постройку различных земельных участков в Москве. 27 ноября 1893 года было решено строить консерваторию по проекту академика архитектуры В. П. Загорского на месте дома князя Воронцова. В 1894 году, после перевода консерватории во временное наёмное помещение в доме князя Голицына на Волхонке, началась разборка старого здания, и 27 июня 1895 года была совершена торжественная закладка нового здания консерватории. В 1898 году консерватория уже начала свои занятия в новых классных помещениях, а 25 октября того же года был освящён и открыт Малый зал. Работы по устройству и отделке Большого зала были закончены только к 1901 году, и 7 апреля 1901 года состоялось торжественное открытие зала.
В 1932—1933 годах трёхэтажное здание было надстроено по проекту И. Е. Бондаренко. В 1983 году к консерватории присоединено здание Синодального училища церковного пения (бывший Дом Колычевых, в стиле классицизма, возведённый в конце XVIII века неизвестным архитектором школы М. Ф. Казакова; с 1925 года здесь размещался юридический факультет МГУ), получившее статус третьего учебного корпуса консерватории.
В годы советской власти для подготовки детей рабочих и крестьян к поступлению в Московскую консерваторию были организованы Воскресная рабочая консерватория (1927—1933) и Музыкальный рабочий факультет (1929—1935). Для приёма представителей союзных республик ежегодно выделялись внеконкурсные (целевые) места. В 1931—1932 годах, решая «задачу пролетаризации», Наркомпрос принял решение о переименовании Московской консерватории в «Высшую музыкальную школу имени Феликса Кона»; в эти годы предпринимались попытки упростить учебные планы, «привести их в согласие с марксистским методом»; в конце 1932 года прежнее название и академический профиль учреждения были восстановлены.
В 1935 году на базе Военно-капельмейстерской кафедры консерватории в соответствии с приказом Народного Комиссара Обороны Союза СССР и Народного Комиссара просвещения РСФСР № 183 от 28 ноября 1935 года был создан Военно-дирижёрский факультет. На 22 июня 1941 года на военном факультете обучалось 30 студентов. В 2000-х годах этот факультет был переведён из подчинения МГК им. П. И. Чайковского в подчинение Академии Генштаба ВС России, а затем — Военного университета Минобороны РФ.
7 мая 1940 года указом Президиума Верховного Совета СССР Московской консерватории присвоено имя П. И. Чайковского и учреждены стипендии имени П. И. Чайковского для особо одарённых студентов композиторского факультета.
В 1954 году перед Большим залом консерватории был открыт памятник П. И. Чайковскому.
18 марта 1958 года в консерватории состоялось открытие Первого Международного конкурса имени П. И. Чайковского. До 2019 года в годы проведения данного конкурса учебные планы консерватории урезались на один месяц для комфортной подготовки участников и членов жюри: если основная волна летней сессии в обычные годы проходила в период с 20-х чисел мая до конца июня, то в годы конкурса — с конца апреля до 5 июня.

## Залы
- Большой зал
- Малый зал
- Рахманиновский зал (построен в 1890 году)
- Конференц-зал
- Концертный зал имени Н. Я. Мясковского
- Овальный и Выставочный залы в музее им. Н. Г. Рубинштейна

## Выдающиеся выпускники
За время существования консерватории из её стен вышли выдающиеся музыканты и исполнители, многие из которых позже стали преподавать в вузе.
См. Выпускники Московской консерватории

## Выдающиеся педагоги
Двое из ныне работающих преподавателей Московской консерватории также зарегистрированы в русской Википедии.
См. Преподаватели Московской консерватории

## Директора и ректоры консерватории
После реставрации первого этажа первого учебного корпуса консерватории в коридоре, соединяющем кабинеты деканатов факультетов, проректора по учебной работе и ректорат с лифтовым холлом, была размещена галерея портретов всех директоров и ректоров консерватории, начиная с Николая Рубинштейна и до наших дней.
| № п\п | Годы      | Ректор                               |
| ----- | --------- | ------------------------------------ |
| 1     | 1866—1881 | Рубинштейн, Николай Григорьевич      |
| 2     | 1881—1883 | Губерт, Николай Альбертович          |
| 3     | 1883—1885 | Альбрехт, Карл Карлович              |
| 4     | 1885—1889 | Танеев, Сергей Иванович              |
| 5     | 1889—1906 | Сафонов, Василий Ильич               |
| 6     | 1906—1922 | Ипполитов-Иванов, Михаил Михайлович  |
| 7     | 1922—1924 | Гольденвейзер, Александр Борисович   |
| 8     | 1924—1929 | Игумнов, Константин Николаевич       |
| 9     | 1929—1932 | Пшибышевский, Болеслав Станиславович |
| 10    | 1932—1934 | Шацкий, Станислав Теофилович         |
| 11    | 1935—1937 | Нейгауз, Генрих Густавович           |
| 12    | 1937—1939 | Шацкая, Валентина Николаевна         |
| 13    | 1939—1942 | Гольденвейзер, Александр Борисович   |
| 14    | 1942—1948 | Шебалин, Виссарион Яковлевич         |
| 15    | 1948—1974 | Свешников, Александр Васильевич      |
| 16    | 1974—1990 | Куликов, Борис Иванович              |
| 17    | 1991—2000 | Овчинников, Михаил Алексеевич        |
| 18    | 2001—2004 | Соколов, Александр Сергеевич         |
| 19    | 2004—2005 | Суханов, Владимир Владимирович       |
| 20    | 2005―2009 | Алиханов, Тигран Абрамович           |
| 21    | c 2009    | Соколов, Александр Сергеевич         |

## Структура консерватории
В настоящее время в консерватории действуют следующие факультеты:
- вокальный
- дирижёрский (кафедры хорового и оперно-симфонического дирижирования)
- историко-теоретический
- композиторский
- оркестровый
- фортепианный
- исторического и современного исполнительского искусства[15]
- ряд межфакультетских кафедр

В состав консерватории входят:
- Научно-музыкальная библиотека имени С. И. Танеева (одна из крупнейших музыкальных библиотек РФ, в данный момент функционирует не полностью)
- Лаборатория звукозаписи («фонотека», с 1947)
- Научно-издательский центр «Московская консерватория»
- Музей имени Н. Г. Рубинштейна
- оперная студия
- аспирантура, ассистентура-стажировка и докторантура (аккредитация частично приостановлена)
- Учебно-методический центр практик с вечерней музыкальной школой-десятилеткой
- Информационно-вычислительный центр

Научные подразделения (институты) консерватории:
- Проблемная научно-исследовательская лаборатория
- Научно-творческий центр электроакустической музыки
- Научно-исследовательский центр церковной музыки
- Научный центр народной музыки им. К. В. Квитки
- Научно-исследовательский центр методологии исторического музыкознания
- Научно-творческий центр современной музыки
- Научно-творческий центр «Музыкальные культуры мира»

Коллектив консерватории сейчас насчитывает около 500 преподавателей, 1500 студентов и аспирантов, 500 технических и административных сотрудников.